# Eastern Counties Football League
De Eastern Counties Football League, vanwege een sponsorovereenkomst ook wel Thurlow Nunn League, is een Engelse regionale voetbalcompetitie voor clubs uit de regio's Essex, Norfolk, Suffolk en Cambridgeshire. De competitie bestaat uit twee divisies die deel uitmaken van het negende en tiende niveau in de Engelse voetbalpiramide.
Promotie van de Premier Division naar Division One North van de Isthmian League is mogelijk, indien de daarvoor in aanmerking komende club(s) voldoen aan de gestelde eisen. Degradatie uit Division One naar het elfde niveau vindt plaats als dit geen problemen oplevert met betrekking tot het aantal clubs in de competitie.

## Clubs in het seizoen 2014/15
| Premier Division           |
| -------------------------- |
| Brantham Athletic          |
| Diss Town                  |
| Ely City                   |
| Fakenham Town              |
| FC Clacton                 |
| Felixstowe & Walton United |
| Godmanchester Rovers       |
| Gorleston                  |
| Hadleigh United            |
| Haverhill Rovers           |
| Ipswich Wanderers          |
| Kirkley & Pakefield        |
| Mildenhall Town            |
| Newmarket Town             |
| Norwich United             |
| Stanway Rovers             |
| Thetford Town              |
| Walsham-le-Willows         |
| Whitton United             |
| Wivenhoe Town              |

| Division One              |
| ------------------------- |
| AFC Sudbury Reserves      |
| Braintree Town Reserves   |
| Cornard United            |
| Debenham LC               |
| Dereham Town Reserves     |
| Downham Town              |
| Great Yarmouth Town       |
| Halstead Town             |
| Haverhill Borough         |
| King's Lynn Town Reserves |
| Leiston Reserves          |
| Long Melford              |
| March Town United         |
| Needham Market Reserves   |
| Saffron Walden Town       |
| Stowmarket Town           |
| Swaffham Town             |
| Team Bury                 |
| Woodbridge Town           |

## Vorige kampioenen
Onderstaande tabel toont de kampioenen sinds het seizoen 1988/89, toen Division One werd toegevoegd aan de competitie.
| Seizoen | Premier Division   | Division One               |
| ------- | ------------------ | -------------------------- |
| 1988/89 | Sudbury Town       | Wroxham                    |
| 1989/90 | Sudbury Town       | Cornard United             |
| 1990/91 | Wisbech Town       | Norwich United             |
| 1991/92 | Wroxham            | Diss Town                  |
| 1992/93 | Wroxham            | Sudbury Wanderers          |
| 1993/94 | Wroxham            | Hadleigh United            |
| 1994/95 | Halstead Town      | Clacton Town               |
| 1995/96 | Halstead Town      | Gorleston                  |
| 1996/97 | Wroxham            | Ely City                   |
| 1997/98 | Wroxham            | Ipswich Wanderers          |
| 1998/99 | Wroxham            | Clacton Town               |
| 1999/00 | Histon             | Tiptree United             |
| 2000/01 | AFC Sudbury        | Swaffham Town              |
| 2001/02 | AFC Sudbury        | Norwich United             |
| 2002/03 | AFC Sudbury        | Halstead Town              |
| 2003/04 | AFC Sudbury        | Cambridge City reserves    |
| 2004/05 | AFC Sudbury        | Ipswich Wanderers          |
| 2005/06 | Lowestoft Town     | Stanway Rovers             |
| 2006/07 | Wroxham            | Walsham-le-Willows         |
| 2007/08 | Soham Town Rangers | Tiptree United             |
| 2008/09 | Lowestoft Town     | Newmarket Town             |
| 2009/10 | Needham Market     | Great Yarmouth Town        |
| 2010/11 | Leiston            | Gorleston                  |
| 2011/12 | Wroxham            | Godmanchester Rovers       |
| 2012/13 | Dereham Town       | Cambridge University Press |
| 2013/14 | Hadleigh United    | Whitton United             |